# Penelope Windust
Pour les articles homonymes, voir Windust.
Penelope Windust est une actrice américaine, née le 13 juillet 1945 à New York, dans l'État de New York (États-Unis) et morte le 2 février 2022 à Guilford. Elle est essentiellement connue dans le monde pour son rôle de Kathleen Maxwell dans la série V. Elle est la fille du réalisateur Bretaigne Windust et l'ex-femme de Charles Haid.

## Séries télévisées

### Années 1970
- 1975 : Mannix : Ruth O'Neill
- 1975 : Hawaï police d'État : Docteur Sheila Cramer
- 1975 : Ellery Queen, à plume et à sang : Anita Leslie / Cousine Jenny
- 1975 : Emergency! : Jane Larson
- 1976 : L'Homme qui valait trois milliards : Marlene Bekey
- 1976 : Jigsaw John : Ronnie
- 1977 : Delvecchio : Estelle Richards
- 1977 : The Harvey Korman Show : rôle sans nom
- 1978 : Husbands, Wives & Lovers : Madame Howard / Flo
- 1978 : Wonder Woman : Docteur Sylvia Stubbs

### Années 1980
- 1981 : L'Homme à l'orchidée : Laura Fromm
- 1981 : La Famille des collines : Bernadine Norris
- 1982 : Lou Grant : Josephine Bowers
- 1982 : Falcon Crest : Docteur
- 1983 : V : Kathleen Maxwell
- 1983 : Hôtel : Elizabeth Stanton
- 1984 : Falcon Crest : Docteur
- 1985 : Espion modèle : Un mannequin
- 1985 : Finder of Lost Loves (en) : Misses Murdock
- 1985 : Falcon Crest : Docteur
- 1986 : Dallas : Madame Crane
- 1987 : MacGyver : Connie Thornton
- 1988 : Matlock : Donna Stewart
- 1989 : 1st & Ten : Rebecca

### Années 1990
- 1990 : China Beach : Jean Winslow
- 1992 : Docteur Doogie : Docteur Joanna Fields
- 1992 : Guerres privées : Rita Sawyer
- 1992 : Mariés, deux enfants : La vendeuse
- 1993 : La Voix du silence : Elaine Curtis
- 1993 : Arabesque : Laura Bennett
- 1996 : Haute Tension : Rôle sans nom
- 1997 : Urgences : Madame Martineau

### Années 2000
- 2002 : New York 911 : La femme folle
- 2004 : Boston Justice : Martha Silver
- 2005 : Esprits criminels : Lynette Giles
- 2006 : Dossier Smith : La réceptionniste

## Films de télévision

### Années 1970
- 1976 : The Keegans de John Badham : Penny Voorhees Keegan
- 1976 : L'Appel de la forêt de Jerry Jameson : Rosemary
- 1977 : Tarantula: Le cargo de la mort de Stuart Hagmann : Gloria Beasley

### Années 1980
- 1981 : Le Maître de l'eau de Lee H. Katzin : Rôle sans nom
- 1982 : Prime Suspect de Noel Black : Rôle sans nom
- 1982 : Mother's Day on Waltons Mountain de Gwen Arner : Infirmière Norris
- 1982 : Johnny Belinda de Anthony Page : Docteur Harris
- 1984 : Children in the Crossfire de George Schaefer : La présentatrice
- 1985 : Scandale à la une de David Lowell Rich : Rôle sans nom
- 1989 : Flying Blind de Vince DiPersio : L'institutrice
- 1989 : Inadmissible évidence de Richard A. Colla : Allison Browning

### Années 1990
- 1992 : Jusqu'à ce que la mort nous sépare de Dick Lowry : Docteur Miller
- 1992 : The Nightman de Charles Haid : Madame Fordyce
- 1993 : Cooperstown de Charles Haid : La réceptionniste

### Années 2000
- 2006 : McBride : Requiem de Mark Griffiths : Celeste Clayton

## Films de cinéma

### Années 1980
- 1988 : Bird de Clint Eastwood : L'infirmière de Bellevue
- 1988 : Les Damnés du passé de Richard McCarthy et Mac Ahlberg : Grace

### Années 1990
- 1994 : L'Enfer blanc de Charles Haid : Maggie Stoneman

### Années 2000
- 2008 : Rien que pour vos cheveux de Dennis Dugan : La seconde dame dans le taxi